# Anything Can Happen in the Next Half Hour... (EP)
Anything Can Happen in the Next Half Hour... è il terzo EP del gruppo musicale britannico Enter Shikari, pubblicato nel 2004.

## Descrizione
Contiene i brani Jonny Sniper e l'omonimo Anything Can Happen in the Next Half Hour..., entrambi ri-registrati dal gruppo nel 2006 per il loro album di debutto Take to the Skies. Grazie al riscontro favorevole avuto dal pubblico riguardo al disco, la band decise di continuare a pubblicare i propri lavori in via indipendente, fondando nel 2006 una propria etichetta, la Ambush Reality.

## Tracce
Testi di Rou Reynolds, musiche degli Enter Shikari.
1. Jonny Sniper – 3:33
2. Anything Can Happen in the Next Half Hour... – 4:31

## Formazione
- Rou Reynolds – voce, tastiera, sintetizzatore, programmazione
- Rory Clewlow – chitarra, cori
- Chris Batten – basso, voce secondaria
- Rob Rolfe – batteria, percussioni